# Wesley Meuris
Wesley Meuris (Lier, 1977), is een Vlaams beeldend kunstenaar, bekend van zijn deconstruerende grootschalige installaties. Hij woont en werkt in Mortsel, België.

## Opleiding en vorming
Meuris volgde van 1995 tot 1999 de opleiding beeldhouwkunst aan de Sint-Lukas Hogeschool, Brussel. Daarop volgde zijn vorming aan het Hoger instituut voor Schone Kunsten, Antwerpen (2004-2005). Aansluitend Residentie in Düsseldorf, Duitsland (2001)
Residentie Haus der Archtektur, Graz, Oostenrijk (2006).

## Situering van Meuris werk

### Algemeen

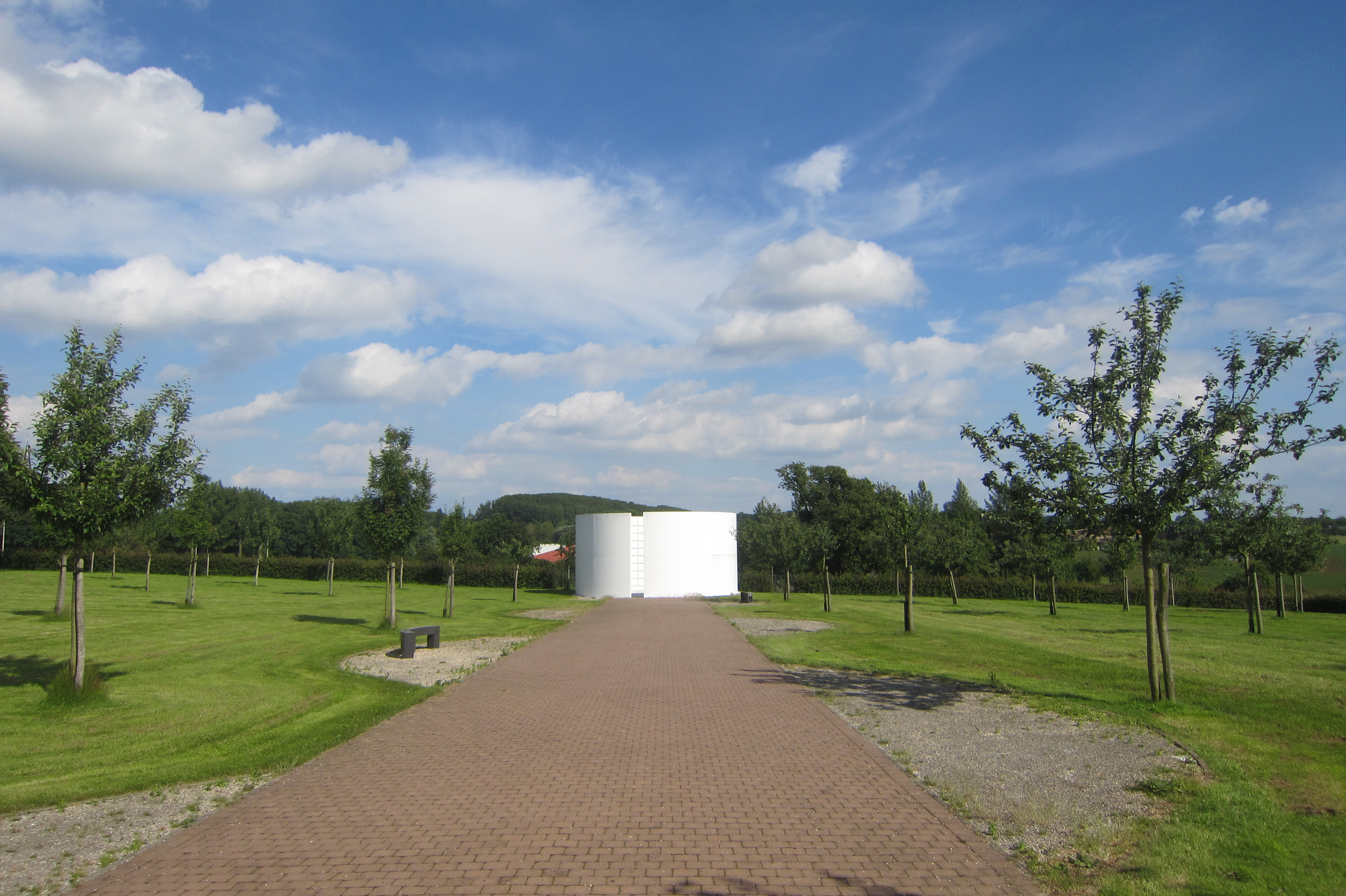
Memento door Wesley Meuris, exterieur, stedelijke begraafplaats Borgloon, Belgisch-Limburg

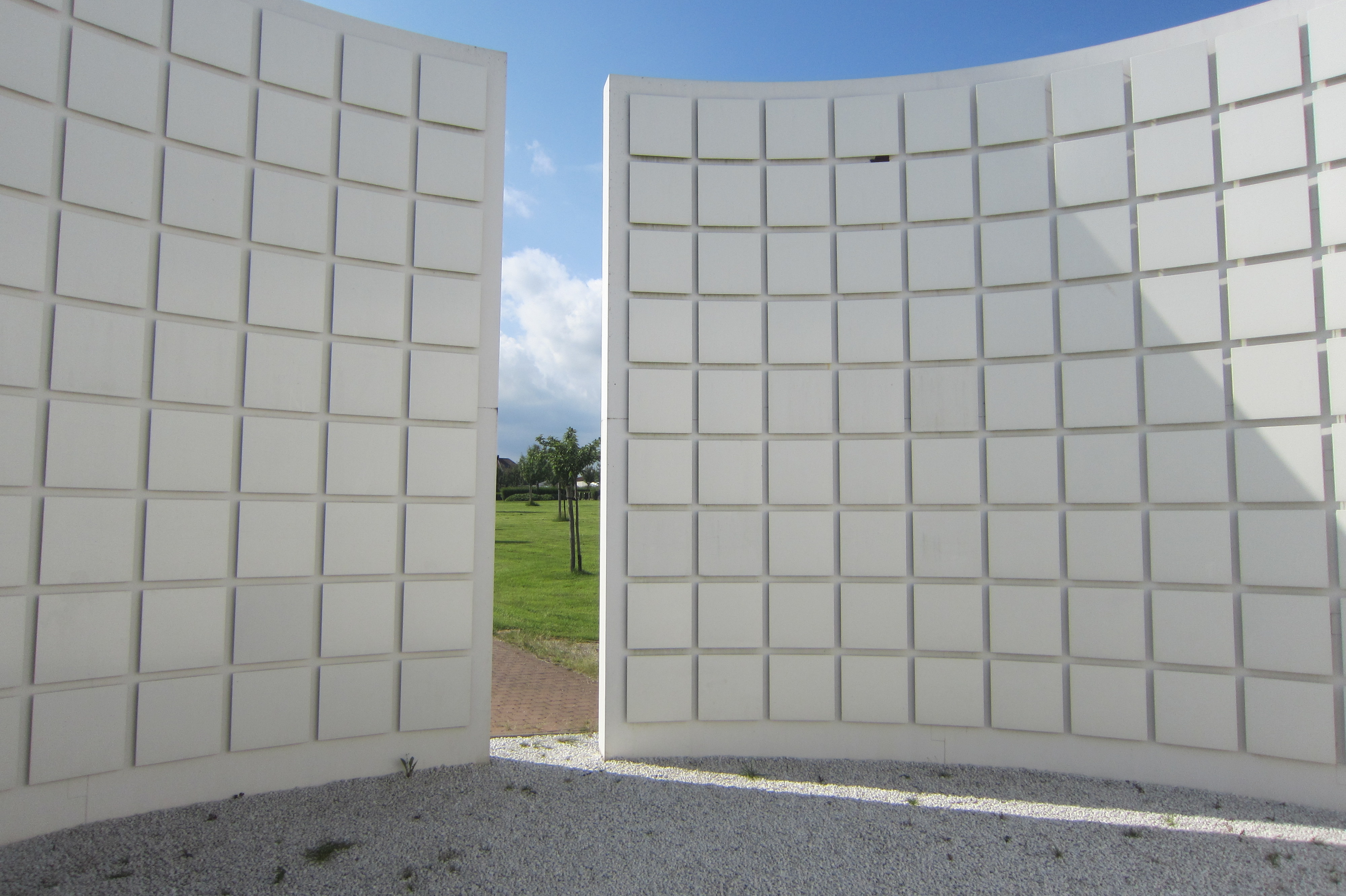
Memento door Wesley Meuris, interieur, stedelijke begraafplaats Borgloon, Belgisch-Limburg

Voor zijn werk vertrekt Wesley Meuris van de interactie tussen architectuur en ons geconditioneerd gedrag. In zijn werk stelt hij vragen naar de gangbare conventies en het automatisme waarmee we met gestandaardiseerde architecturale ruimtes omgaan. Zijn uitgangspunt zijn de basisregels die doorheen de tijd ontstaan zijn omtrent afmetingen, materiaalgebruik, proporties en verdeling van onze leefomgeving. In zijn werk speelt hij met deze (culturele) conventies en bevraagt deze. Op deze manier maakt hij dat vertrouwde vormen of bouwsels tegelijk herkenbaar en bevreemdend overkomen. Zo realiseerde hij een reeks prints, tekeningen, maquettes en sculpturen gebaseerd op bouwkundige omgevingen zoals zwembaden en sportterreinen. Uitgaande van rechthoekige vormen met baanaanduidingen brengt hij variaties aan in zowel vormen, kleuren, lijn- en tegelpatronen. Voor een recente tentoonstelling in een ruimte van de KULAK in Kortrijk creëerde hij een aantal omkleedhokjes die aan het gebouw een andersoortig karakter gaven. Met zijn architecturale modellen onderzoekt Wesley Meuris factoren die de richtingen dicteren, zoals hygiëne, privacy, comfort of schaamte. Op deze manier beoogt Meuris de betekenis van de constructie te ontrafelen.

### Werken
Voor de stedelijke begraafplaats van Borgloon ontwierp hij een ruimtelijke installatie Memento. Het bestaat uit een witgeverfde op twee plaatsen onderbroken betonnen cilinder aan de binnenzijde voorzien van witgeverfde metalen vierkantige platen verwijzend naar de beeldtaal van een columbarium.

### Zoölogisch classificatiesysteem
Sinds 2004 ontwikkelde Meuris een zoölogisch classificatiesysteem voor dieren. Kooien in dierentuinen worden doorgaans ontworpen in overeenstemming met de noden en leefbaarheid voor een bepaalde diersoort opdat deze kan overleven in een artificiële context. Daarnaast zijn elementen zoals architectuur, controle en het kunnen bekijken belangrijk. Meuris ontwierp een eigen classificatiesysteem voor dieren vanuit een vooropgestelde systematiek en eigen visuele ervaringen. Criteria die hij hierbij hanteerde zijn: de aard en soort van het dier; de grootte en karakteristieken van de kooi (water, grondstof); de klimatologische condities (temperatuur, vochtigheid); zorg en voedingsgewoontes en ten slotte de relatie kooi-publiek. Dit resulteerde in een reeks tekeningen van een soort visionaire architectuurconstructies als een catalogus van uiteenlopende diersoorten. Vertrekkende van deze reeks construeert Meuris de afzonderlijke kooien voor specifieke tentoonstellingen. In februari 2005 bouwde hij een kooi voor de ‘Galago Crassicaudata’ (een aapsoort) in ARCO Madrid, een vrijstaande kooi met glas. Aangezien de kooien leeg zijn en er ook in de tekeningen nergens een spoor is van de dieren zelf, wordt het werk tevens een bevraging van aanwezigheid/afwezigheid en onze eigen verbeelding (we stellen onszelf in de kooi voor). We stellen ons automatische de vraag wie er geviseerd wordt, dier of bezoeker? De kooi als kijkconstructie, is als een ontdubbeling van de tentoonstellingsruimte in het museum, waar men eveneens  naar objecten (in plaats van subjecten, dieren) komt kijken. Met de lege kooi wordt de logica van de tentoonstellingsruimte ontdubbeld.

## Tentoonstellingen

### Solotentoonstellingen
2001
Merkwürdige Dinge geschehen, Atelier am Eck, Düsseldorf, Duitsland
2002
Free Space 02, NICC, Antwerpen
Wesley Meuris, Virgini&Deborah Bailly, STUK, kunstencentrum, Leuven
2003
Galerie Annie Gentils, Antwerpen
2005
ARCO’05/project Rooms, Galerie Annie Gentils, Madrid
Kulak, Campus Kortrijk (mei)
'Cage for Dendrolagus Dorianus' Kunst-NU, S.M.A.K.
2006
'Nocturnal cage for Australian Night Animals', Brakke Grond, Amsterdam
'Cage for Pelodiscus sinensis', Galerie Annie Gentils
"Cage for Saimiri boliviensis", Open Space, Art Cologne
2007 Galerij "De Bond" te Brugge, "Artificially deconstructed" (tot 30 april 2007)

### Groepstentoonstellingen
1999
WHIVIMUKOW-MISJESBAK, Brussel
Laureaten ’99, St-Lucasgalerij, Brussel
Nieuwe meesters, C.R.A.K., Antwerpen
2000
M’as-tu vu?, CC Belgica, Dendermonde
Fagus,i,f, Vlaamse Gemeenschap, Bos en groen, Brussel
Expo, L’Usine, Ukkel-Brussel
2001
Belgian Brand, Galerie Annie Gentils, Antwerpen
2003
Sugar & Spice, Galerie Annie Gentils, Antwerpen
Verboden op het werk te komen, Brakke Grond/W139, Amsterdam
2004
Prix Mediatine 2004, Médiatine, Woluwe, Brussel
Eclips, curator: Stef Vanbellingen, Willebroek
De vierkantswortel van het geheugen, curator: Filip Luyckx, Dendermonde
Ename actueel, 9 minuten 74 seconden, curator: S. Vanbellingen, Ename
Damn’art`04, Hedendaagse kunst in Damme
2005
Dan Graham and sculptures, ING-bank, Brussel
Open atelier, HISK Antwerpen
Galerie Annie Gentils, Antwerpen
Mirta Demare, Rotterdam
ArtColgne, Galerie Annie Gentils, Keulen
And Lucy liked it...' HISK, Antwerpen
Young ones Award, Lineart, Gent
2006
"Freestate", Oostende (in het kader van de triënnale Beaufort 2006)
"Steierische Herbst", Kunsthalle Graz, Austria
Art Cologne, Galerie Annie Gentils
"Provinciale Prijs", Provincie Antwerpen

## Publicatie
- Artificially deconstructed